# Nokia X3-02
Le Nokia X3-02 est un smartphone de Nokia doté d'un écran tactile capacitif (sans stylet).

## Caractéristiques
- Appareil photo : 5 mégapixels